# Route nationale 5 (Madagaskar)
Route nationale 5 (N5) – to częściowo utwardzona droga krajowa (utwardzone jest pierwsze 150 km drogi) o długości 570 km, biegnąca na terenie Madagaskaru. Zaczyna się w Toamasina, po czym biegnie na północ, wzdłuż wybrzeża. Magistrala kończy się w północno-wschodniej części Madagaskaru, w Maroantsetra.

## Przebieg drogi
- Toamasina
- Mahambo
- Fenoarivo Atsinanana
- Soanierana Ivongo
- Manompana
- Antanambe
- Mananara Avaratra
- Manambolosy
- Rantabe
- Voloina
- Maroantsetra